# Christian Sund
Christian Sund (Vaasa, 28 dicembre 1978) è un ex calciatore finlandese, di ruolo centrocampista.

## Carriera

### Club

#### Gli inizi
Sund cominciò la carriera con la maglia del Bollklubben IFK, per poi passare agli svedesi dello Öster. Si trasferì in seguito al VPS, club che lo prestò al Bollklubben IFK, prima di farlo tornare e dargli la possibilità di diventare un titolare.

#### La maturità
Vestì successivamente le casacche di HJK Helsinki e Lahti, per poi passare ai norvegesi dello Stabæk. Esordì in squadra, nell'Adeccoligaen, il 10 aprile 2005, quando fu titolare nel pareggio per 2-2 contro il Bryne. Contribuì alla promozione della squadra e al suo ritorno nella Tippeligaen. Debuttò nella massima divisione norvegese il 17 aprile 2006, sostituendo Daniel Nannskog nel successo per 0-1 sul Tromsø. Sempre nel corso del 2006, tornò al Lahti.

#### La parte finale della carriera
Sund giocò poi per il VIFK, per il JJK e per lo SJK.

## Palmarès

### Club

#### Competizioni nazionali
- Campionato finlandese: 1

HJK Helsinki: 2003
- Liigacup: 1

Lahti: 2007